# 港大零售
港大零售國際控股有限公司，簡稱港大零售國際控股、港大零售國際，以及港大零售（英語：S. Culture International Holdings Limited，港交所：1255），在1974年，由朱兆明（副主席）於香港（總部）創立「港大百貨有限公司」，其後被莊學山（李嘉誠姻親）和王繼祖入股。
現時董事會主席及非執行董事為莊學海（李嘉誠姻親），首席執行官為朱俊豪。業務在全球經營批發及零售多個國際品牌的時尚舒適鞋類產品。
股份在2013年7月11日於港交所主板上市。招股價為1.51至2.13港元，全球發售為5000萬股，集資額為1.065億港元，而其中4000萬港元則由利福國際董事總經理劉鑾鴻引入基礎投資者。

## 外部連結
- s-culture.com （页面存档备份，存于）